# Streda nad Bodrogom
Streda nad Bodrogom, ungarisch Bodrogszerdahely (älter nur Szerdahely) ist eine Gemeinde in der Südostslowakei mit 2257 Einwohnern (Stand 31. Dezember 2024), die zum Okres Trebišov, einem Kreis des Košický kraj, gehört. Sie ist Teil der traditionellen Landschaft Zemplín.

## Geographie

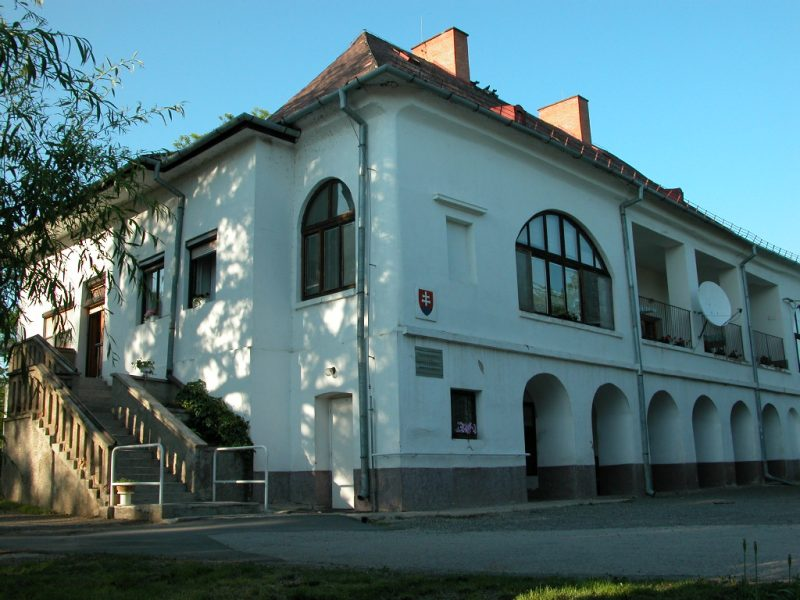
Landschloss der Familie Orosz

Die Gemeinde befindet sich im Südteil des Ostslowakischen Tieflands am Fuße der Zemplínske vrchy, am rechten Ufer des Bodrog und unweit der Staatsgrenze zu Ungarn. Sie ist Teil der Kleinregion Medzibodrožie (ungarisch Bodrogköz). Das Ortszentrum liegt auf einer Höhe von 105 m n.m. und ist 23 Kilometer von Kráľovský Chlmec, 36 Kilometer von Trebišov sowie 68 Kilometer von Košice entfernt.
Nachbargemeinden sind Viničky im Nordwesten und Norden, Ladmovce und Somotor im Nordosten, Veľký Kamenec im Osten und Südosten, Malý Kamenec im Südosten, Karos (H) im Süden, Felsőberecki (H) im Südwesten und Klin nad Bodrogom im Westen.

## Geschichte

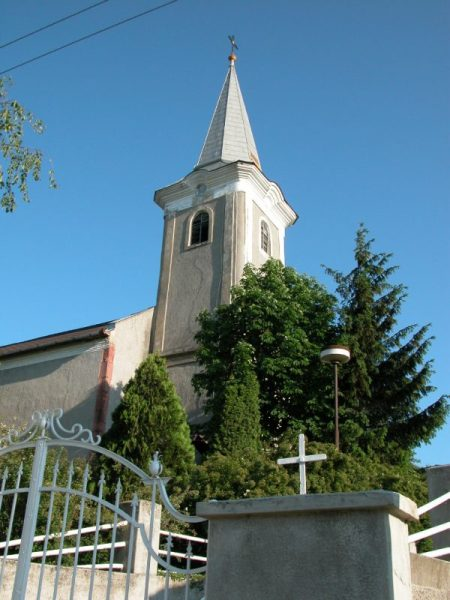
Römisch-katholische Kirche im Ort

Die Gemeinde wurde 1270 erstmals als Zeredahel schriftlich erwähnt. 1828 zählte man 136 Häuser und 1007 Einwohner, die als Landwirte, Obstbauern, Winzer sowie als Hersteller von Geflecht aus Schilf tätig waren.
Bis 1918 gehörte sie als Teil des Königreichs Ungarn zum Komitat Semplin. Danach kam der Ort zur neu entstandenen Tschechoslowakei, gehörte aber auf Grund des Ersten Wiener Schiedsspruches von 1938 bis 1944 wieder zu Ungarn.

## Bevölkerung
| Jahr                | 1994 | 2004    | 2014    | 2024    |
| ------------------- | ---- | ------- | ------- | ------- |
| Anzahl der Personen | 2435 | 2430    | 2284    | 2257    |
| Unterschied         |      | −0,20 % | −6,00 % | −1,18 % |

| Jahr                | 2023 | 2024    |
| ------------------- | ---- | ------- |
| Anzahl der Personen | 2253 | 2257    |
| Unterschied         |      | +0,17 % |

Nach der Volkszählung 2011 wohnten in Streda nad Bodrogom 2239 Einwohner, davon 1214 Magyaren, 842 Slowaken, 14 Roma, sechs Tschechen, jeweils zwei Deutsche und Polen sowie jeweils ein Kroate und Russine. Vier Einwohner gaben eine andere Ethnie an und 151 Einwohner machten keine Angabe zur Ethnie.
846 Einwohner bekannten sich zur römisch-katholischen Kirche, 533 Einwohner zur reformierten Kirche, 463 Einwohner zur griechisch-katholischen Kirche, 51 Einwohner zu den Zeugen Jehovas, acht Einwohner zur Evangelischen Kirche A. B., fünf Einwohner zur orthodoxen Kirche, drei Einwohner zur evangelisch-methodistischen Kirche sowie jeweils ein Einwohner zu den christlichen Gemeinden und ein Einwohner zur jüdischen Gemeinde. Vier Einwohner bekannten sich zu einer anderen Konfession, 134 Einwohner waren konfessionslos und bei 190 Einwohnern wurde die Konfession nicht ermittelt.

## Bauwerke und Denkmäler

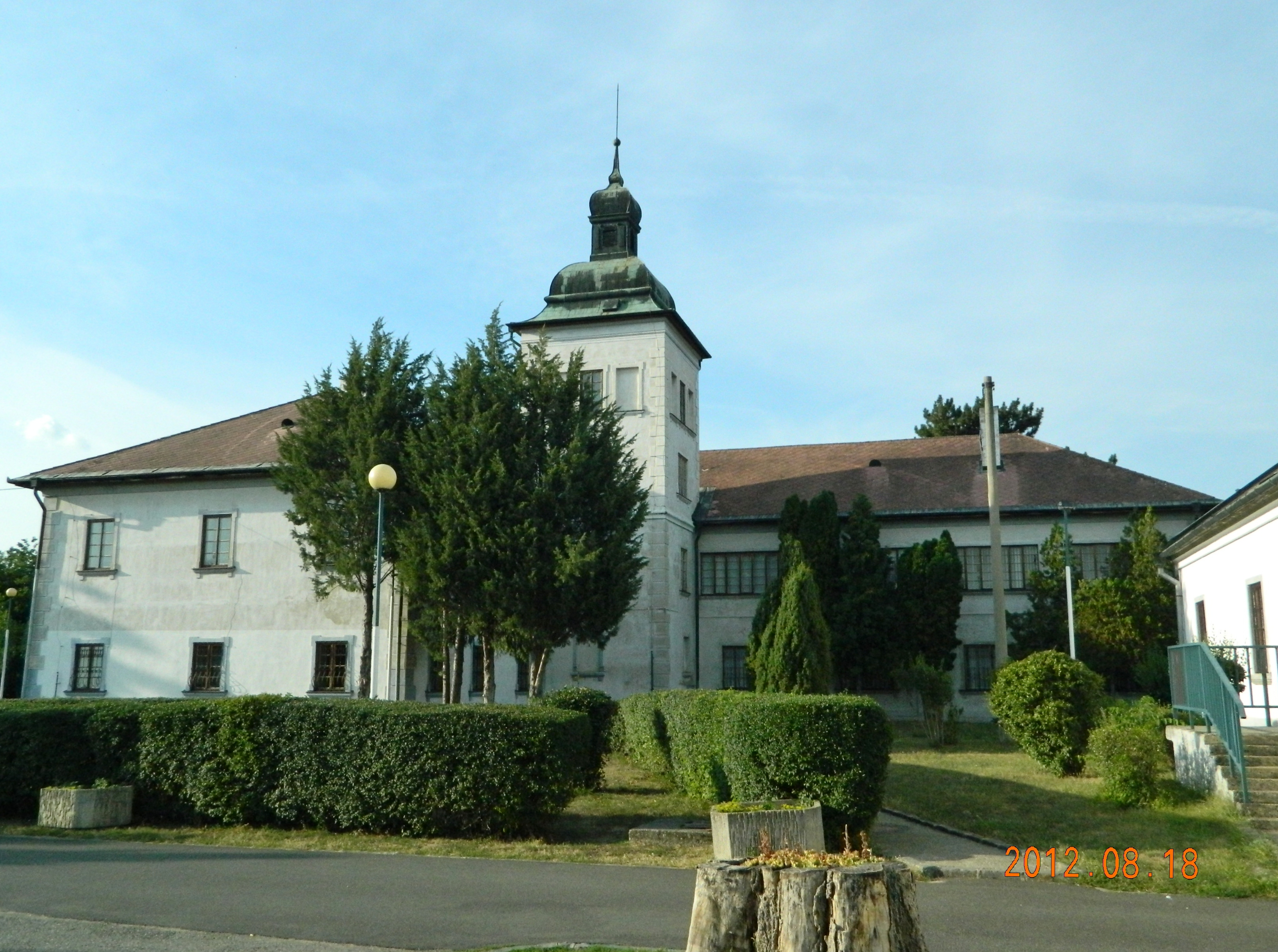
Landschloss der Familie Vecsey

- römisch-katholische Kirche Jungfrau Maria vom Berge Karmel aus dem zweiten Viertel des 13. Jahrhunderts[6]
- reformierte (calvinistische) Kirche im neoklassizistischen Stil aus dem Jahr 1844[7]
- griechisch-katholische Erzengel-Michael-Kirche aus dem frühen 19. Jahrhundert[8]
- Landschloss der Familie Vécsey, gegen 1700 erbaut, heute Sitz der Gemeindeverwaltung
- Landschloss der Familie Orosz im Barockstil aus der ersten Hälfte des 18. Jahrhunderts, heute Sitz eines Altenheims

## Verkehr
Durch Streda nad Bodrogom führt die Cesta III. triedy 3686 („Straße 3. Ordnung“) von einer Kreuzung mit der Cesta I. triedy 79 („Straße 1. Ordnung“) nördlich der Bahnstrecke bis zur Grenze am Fluss Veľká Krčava und der Weiterführung nach Karos in Ungarn. Im Ort zweigen die Cesta III. triedy 3688 nach Klin nad Bodrogom sowie die Cesta III. triedy 3691 nach Malý Kamenec und Veľký Kamenec ab. Der Ort besitzt einen Bahnhof an der Bahnstrecke Čierna nad Tisou–Košice.